# Іонесян Маріанна Володимирівна
Маріанна Володимирівна Грей (Іонесян) (нар. 11 червня 1972, Москва) — радянська актриса, відома за роллю Юлі Грибкової у фільмі «Гостя з майбутнього».

## Життєпис
Мати Маріанни Іонесян — викладачка історії, а батько — дипломат. Навчалася у Московській спецшколі № 12 з поглибленим вивченням французької мови. Займалася в «Театрі юного москвича» при Московському палаці піонерів.
Маріанна Іонесян у 1984 році (у 12-річному віці) знялася у фільмі «Гостя з майбутнього» в ролі Юлі Грибкової. Брала участь у телевізійній передачі «Що? Де? Коли?» на початку 1988 року, в юнацькій команді знавців. З'являлася на телевізійному екрані в 2007 році в передачі НТВ «Головний герой. Наталя Гусєва: Аліса Селезньова стала дорослою». А також 8 грудня 2018 року в програмі "Привіт, Андрій!, присвяченому фільму.
Після закінчення школи в 1988 році вступила до Московського державного університету імені М. В. Ломоносова на факультет філософії, який закінчила в 1993 році. (1988—1993 рр.). Закінчивши навчання в університеті, у жовтні 1993 року емігрувала разом з матір'ю до США.
В 1997 році Маріанна Іонесян отримала диплом магістра з управління бізнесом Роттердамської школи менеджменту, Erasmus University, Голландія, і Техаського Університету м. Остін.
Зараз вона живе на східному узбережжі США, в штаті Вірджинія і носить прізвище Грей. Займається бізнес-консалтингом та організацією виступів класичних музикантів.

## Фільмографія
- 1984 — Гостя з майбутнього — Юля Грибкова